# 14333 Alanfischer
14333 Alanfischer eller 1981 ED34 är en asteroid i huvudbältet som upptäcktes den 1 mars 1981 av den amerikanska astronomen Schelte J. Bus vid Siding Spring-observatoriet. Den är uppkallad efter Alan Fischer.